# Carisma Engineering

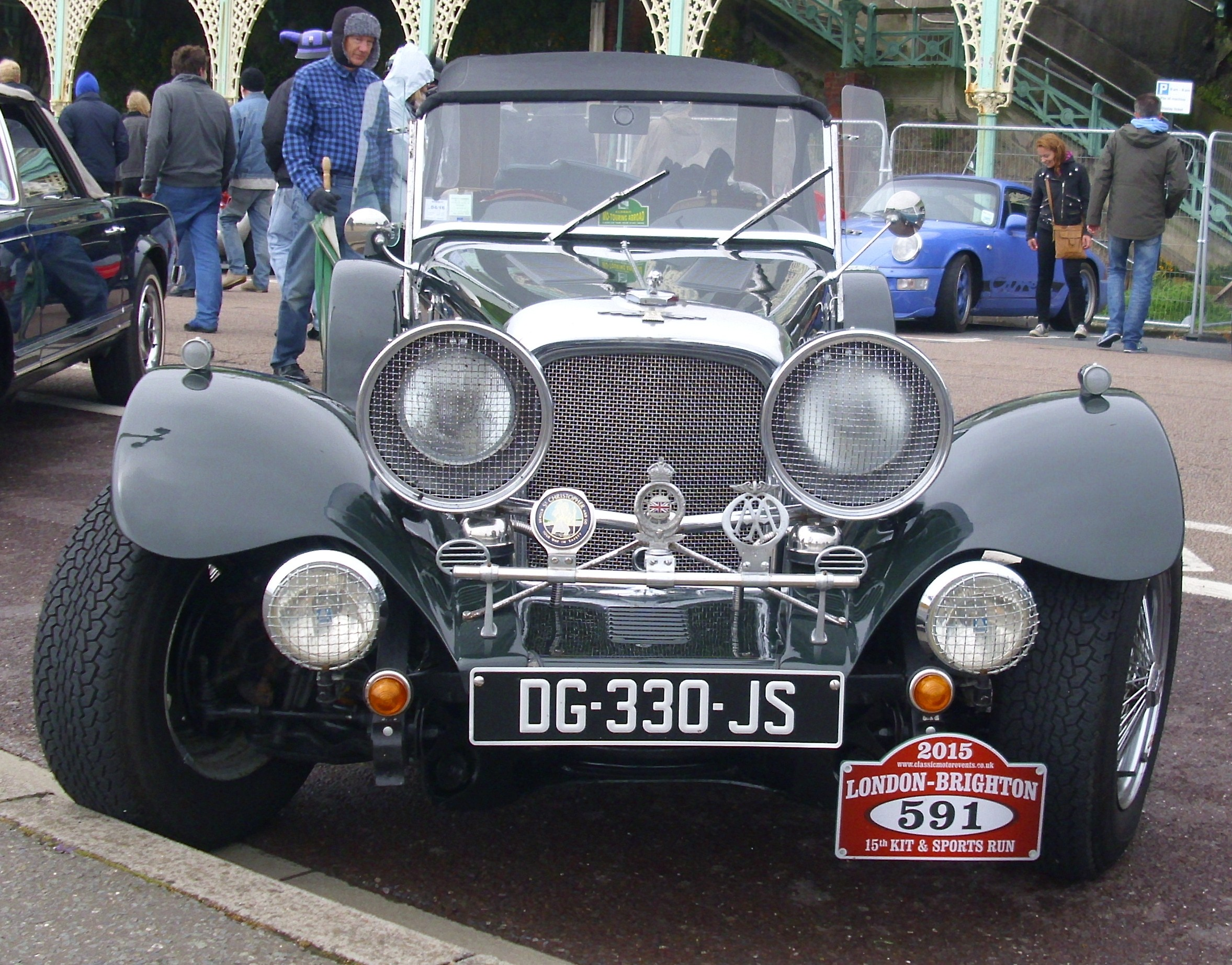
Carisma Century

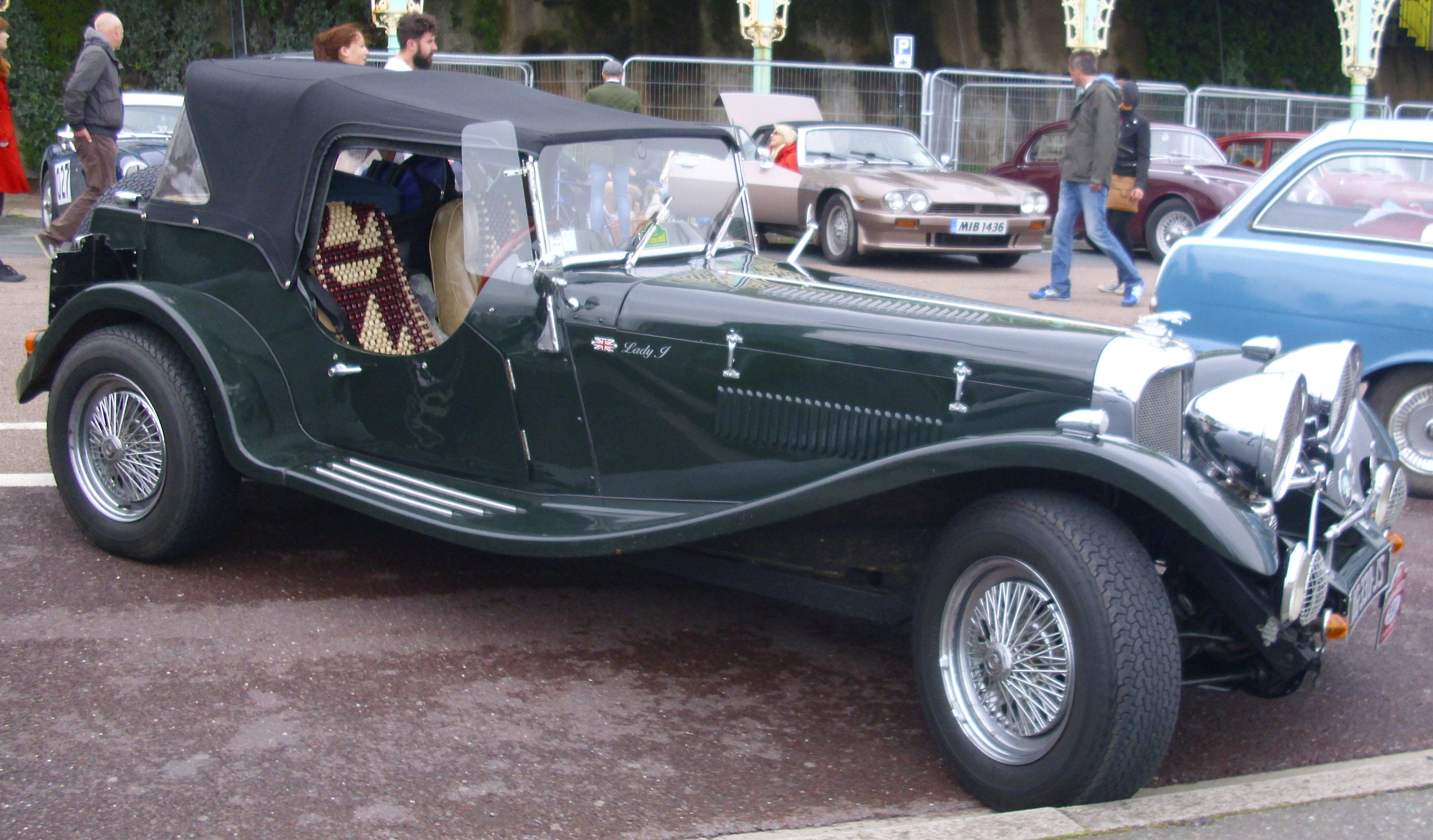
Carisma Century

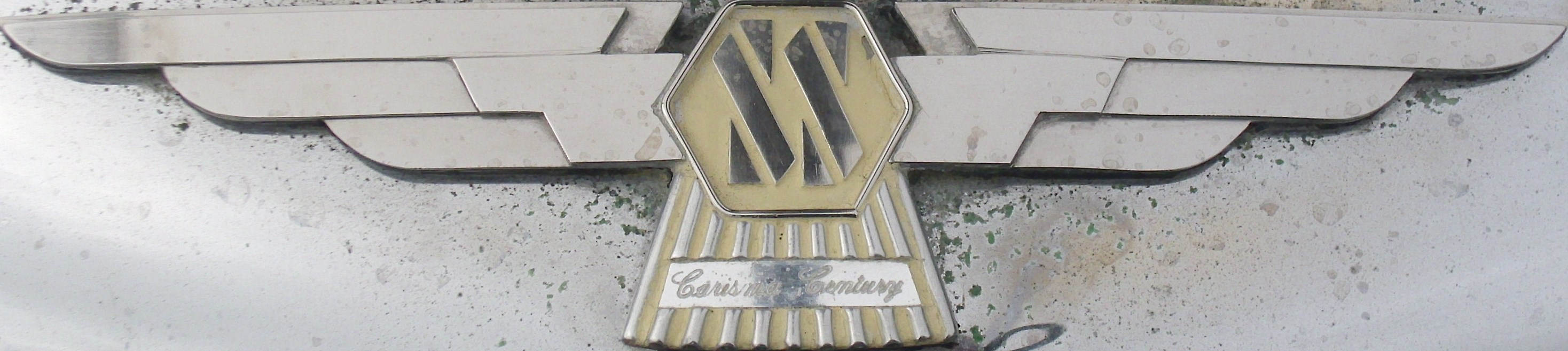
Emblem des Carisma Century

Carisma Engineering Limited war ein britischer Hersteller von Automobilen.

## Unternehmensgeschichte
Andrew Charles Hobbs und Glyn Ford gründeten 1989 das Unternehmen in Sandy in der Grafschaft Bedfordshire. Sie begannen mit der Produktion von Automobilen und Kits. Der Markenname lautete Carisma. Später waren Andrew Charles Hobbs und Rosemary Hobbs die Direktoren. 1992 endete die Produktion.
Scorhill Motors aus Walton-on-Thames in Surrey setzte die Produktion unter Beibehaltung des Markennamens fort. Insgesamt entstanden etwa 37 Exemplare.

## Fahrzeuge
Die Basis der Fahrzeuge bildete ein Leiterrahmen aus Stahl. Darauf wurde eine offene Karosserie montiert, die überwiegend aus Fiberglas bestand. Lediglich die Seiten der Motorhaube waren aus Aluminium. Die Fahrzeuge ähnelten dem S.S. 100 aus den 1930er Jahren. Ein Vierzylindermotor vom Ford Cortina trieb die Fahrzeuge an.
Vom zweisitzigen Century entstanden etwa 35 Exemplare. Der viersitzige Manhattan erschien 1992 und war mit etwa zwei verkauften Exemplaren weniger erfolgreich.